# Научно-техническая библиотека УГАТУ
Научно-техническая библиотека УГАТУ — одна из крупнейших в Башкортостане библиотек научно-технического профиля при Уфимском государственном авиационном техническом университете. Располагает фондом более 1-го миллиона экземпляров. Обслуживает около 12-ти тысяч читателей.

## История
Изначально, библиотека была создана при факультете авиамотостроения Новочеркасского авиационного института, который по решению правительства был переведён в город Рыбинск в 1932 году, где был создан Рыбинский авиационный институт.
Об истории создания библиотеки упоминается в письме её первого директора — Касимовой Лидии Николаевны, написанном 3 августа 1972 года:

1 сентября 1932 года я пришла в институт на работу. Меня поразило обилие наваленных книг в одной аудитории. Книги лежат повсюду... Начались занятия. Студенты спрашивают книги, а как найдёшь в этих грудах? На нескольких стеллажах и в шкафах книги перемешаны, как винегрет...
Для инвентаризации и систематизации книг в качестве консультанта по классификации литературы была приглашена М. К. Шестакова из центральной библиотеки Рыбинска. К 25 декабря 1932 года библиотека была приведена в полный порядок. К 1937 году библиотека Рыбинского авиационного института выросла в одну из лучших научно-технических библиотек СССР.
Библиотека значительно пострадала при эвакуации в 1941 году. Институт эвакуировался в Уфу вместе с Рыбинским моторостроительным заводом. В конце ноября 1941 года из Рыбинска ушёл последний эшелон, который прибыл в Уфу только в середине декабря. К 1943 году библиотека вновь заработала в полную силу. Первые библиотекари — З. Б. Стернина, Г. И. Мыльникова, Л. П. Григорьева — пришли работать сначала ученицами, а затем получили специальное образование в Уфимском библиотечном техникуме. Впоследствии именно Злата Борисовна Стернина стала директором библиотеки.
В фонде библиотеки к концу 1945 года насчитывалось 39 тысяч экземпляров, в 1946 году — 41 тысяча, в 1950 году достиг 66 тысяч. Интенсивное увеличение книжного фонда началось в 1960-е годы, когда были значительно расширены занимаемые библиотекой площади. В 1966 году он превысил уже 206 тысяч экземпляров. В последующий период книжный фонд библиотеки ежегодно увеличивался в среднем на 30—35 тысяч экземпляров.
Осенью 1971 года по приглашению ректора Р. Р. Мавлютова стала Рабига Хусаиновна Гайсина[стала что? (кем?)]. В 1974 году библиотека была победителем Всесоюзного смотра работы библиотек Министерства культуры СССР, посвящённого 60-летию Великой Октябрьской социалистической революции. В 1982 году библиотека получила бронзовую медаль участника ВДНХ СССР, а коллектив библиотеки был награждён дважды.
В 1983 году библиотека переехала в новое помещение — отдельный пятиэтажный корпус с современным книгохранилищем. В 1986 году директором библиотеки стала Мустафина Сайма Фахыровна, выпускница Московского государственного института культуры.
В 1995 году сотрудниками библиотеки был создан электронный каталог, который к настоящему моменту насчитывает 1,5 миллиона библиографических описаний отечественных и зарубежных книг, диссертаций, защищённых в УГАТУ, статей из периодических изданий, кафедральных изданий университета. В 1998 году библиотека получила статус Регионального библиотечного центра проекта «Пушкинская библиотека: книги для российских библиотек». Благодаря его трёхлетней работе, у 224 библиотек Республики Башкортостан появилась возможность комплектования своих фондов в 700 тысяч экземпляров изданий.
В 1999 году библиотека выиграла грант института «Открытое общество» в конкурсе «Российские библиотеки в Интернет». У пользователей библиотеки появилась возможность высокоскоростного доступа к информационным ресурсам сети «Интернет», в том числе к зарубежным полнотекстовым базам данных агентств — EBSCO Publishing (англ. EBSCO Information Services; Информационные службы компании «Элтон Брайсон Стивенс-старший»), Academic Press, Stanford University Library (англ. Stanford University Libraries), Oxford University Press, Medline, РФФИ, Russian Story — и более 4-м тысячам названий журналов. В 2000 году был создан официальный сайт библиотеки. В 2002 году библиотека стала участницей проекта МАРС (Межрегиональная аналитическая роспись статей), который существует с 2001 года. В настоящее время он объединяет более 200 библиотек, в проекте расписывается более 1300 названий журналов, а ежегодное пополнение — более 200 тысяч библиографических записей. В 2003 году библиотека перешла на АБИС «Руслан». С 2003 года библиотека входит в национальный консорциум российских библиотек «НЭИКОН».
В 2005 году библиотека первой в Башкортостане (и одна из немногих в стране) организовала электронный способ обслуживания пользователей. В 2007 году библиотека создала единую информационную сеть, в которую вошли библиотеки филиалов УГАТУ в городах Ишимбае, Кумертау, Стерлитамаке, Белорецке, Туймазах, Нефтекамске. В 2007 году к 75-летию университета в библиотеке были организованы три читальных зала открытого доступа к фондам библиотеки. В них были представлены все отраслевые разделы фондов. В 2009 году была проведена работа по переходу АБИС «Руслан» на новый сервер. К 1 сентября 2009 года сотрудниками библиотеки был разработан и представлен пользователям новый, более совершенный сайт библиотеки.

## Структура и фонды
Библиотека состоит из отдела мониторинга книгообеспеченности образовательного процесса, отдела гуманитарной и социально-экономической литературы, отдела нормативно-технических и периодических изданий, абонемента научной и технической литературы, абонемент гуманитарной и социально-экономической литературы.
Библиотека содержит фонды: отдела научной и технической литературы, отдела учебной литературы, отдела библиографии и электронных ресурсов, читального зала нормативно-технической документации, читального зала периодических изданий, читальных залов открытого доступа № 2, № 3 и № 4.
Библиотека имеет доступ к электронно-библиотечной системе издательства «Лань», электронной библиотечной системе Консорциума аэрокосмических вузов России, национальному информационно-библиотечному центру «Либнет», электронной коллекции образовательных ресурсов УГАТУ и электронной библиотечной системе УГАТУ.